# Чемпионат России по самбо 2012
Чемпионат России по самбо 2012 года среди мужчин проходил в Перми с 7 по 12 марта.

## Медалисты
| Весовая категория | Золото                     | Серебро                        | Бронза                                                   |
| ----------------- | -------------------------- | ------------------------------ | -------------------------------------------------------- |
| до 52 кг          | Игорь Беглеров Кудымкар    | Альберт Монгуш Кызыл           | Василий Караулов Армавир Валерий Сороноков Пышма         |
| до 57 кг          | Саян Хертек Москва         | Сергей Ялышев Санкт-Петербург  | Илья Тухфатуллин Москва Артур Мавлияров Пышма            |
| до 62 кг          | Илья Хлыбов Пышма          | Антон Клинов Пермь             | Аслан Мудранов Армавир Виталий Уин Тюмень                |
| до 68 кг          | Денис Давыдов Балашиха     | Никита Клецков Москва          | Алексей Орлов Пермь Владимир Балыков Пенза               |
| до 74 кг          | Уали Куржев Рязань         | Александр Шабуров Курган       | Али Куржев Рязань Пётр Гладышев Москва                   |
| до 82 кг          | Алексей Харитонов Заречный | Сергей Кирюхин Санкт-Петербург | Михаил Полянсков Рязань Равиль Айнуллин Москва           |
| до 90 кг          | Эдуард Кургинян Армавир    | Арсен Ханджян Сочи             | Андрей Гусаров Москва Альсим Черноскулов Пышма           |
| до 100 кг         | Артём Осипенко Брянск      | Вячеслав Михайлин Москва       | Адлан Бисултанов Аргун Дмитрий Елисеев Санкт-Петербург   |
| свыше 100 кг      | Евгений Исаев Краснокамск  | Максим Ширяев Москва           | Рустам Арсланов Башкортостан Михаил Старков Екатеринбург |